# Antímac I
Antímac I (en grec antic Ἀντίμαχος Α΄) va ser un rei grec de Bactriana, amb un regnat generalment situat entre l'any 180 aC i el 170 aC.
William Woodthorpe Tarn i el numismàtic Robert Senior situen a Antímac com a membre de la dinastia eutidèmida i probablement devia ser fill d'Eutidem I i germà de Demetri I de Bactriana. Altres historiadors el fan independent d'Eutidem I i probablement relacionat amb la dinastia de Diòdot I de Bactriana. Va ser rei d'una àrea que cobria probablement Bactriana i Aracòsia. Antímac va ser derrotat i mort per l'usurpador general Eucràtides o potser aquest va conquerir el territori quan Antímac va morir. Una referència en un document trobat sembla indicar que podria haver estat rei delegat d'Eutidem I, que hauria associat a Antímac i Èumenes, els seus fills, però aquest segon mai va arribar a encunyar moneda. Un rei anomenat Antímac II Nicèfor, que apareix més tard a l'Índia, podria ser el fill d'Antímac I, però no se sap si el seu regnat a l'Índia va ser simultani al del seu pare a Bactriana.

## Monedes

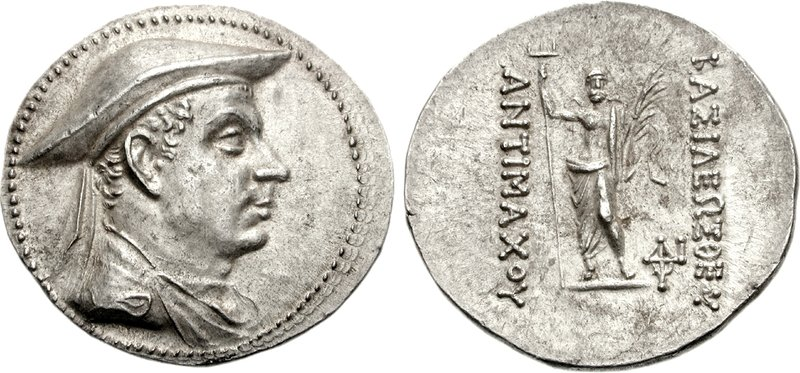
Moneda de plata (171-160 aC).
devant: Bust d'Antimac I.
darrera: Posidó, i les paraules BASILEOS TEOU ANTIMACHOU «Déu-rei Antímac»

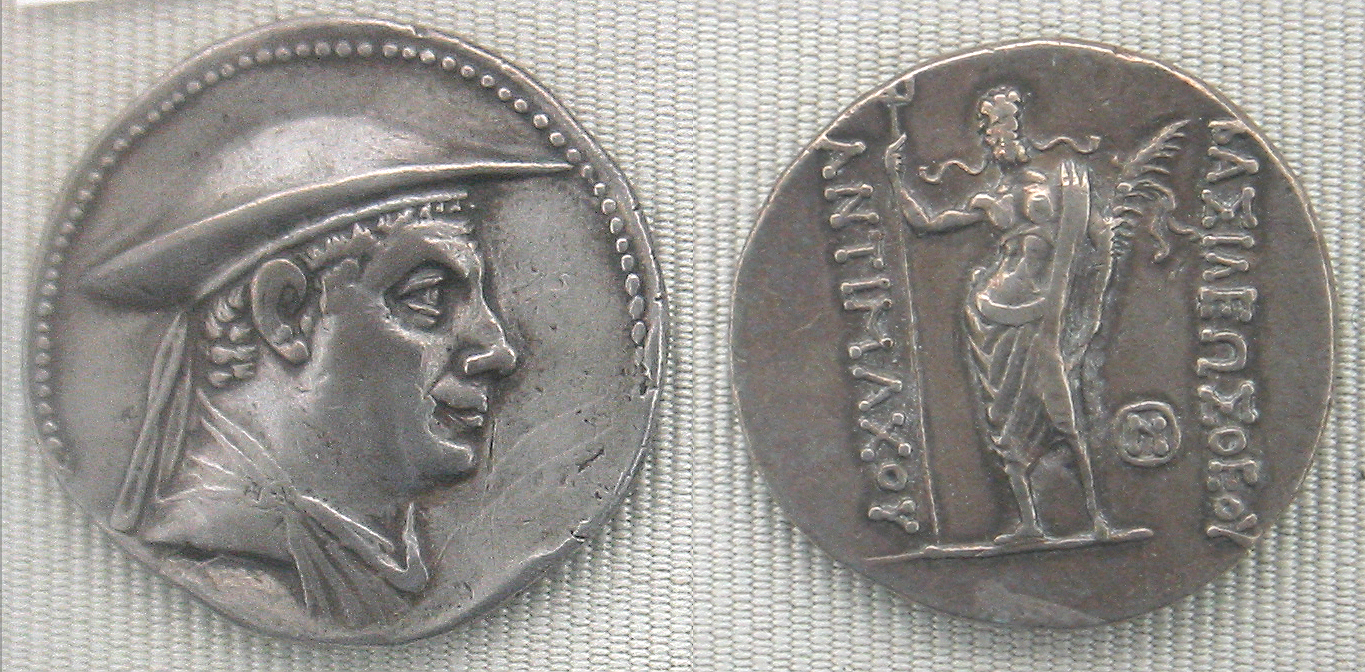
moneda d'Antímacs, a París.

Antímac va encunyar nombroses monedes de plata amb la seva imatge portant una gorra macedònia i amb Posidó al revers. A les monedes s'anomena Théos (ὁ Θεός 'Déu'), el primer a fer-ho al món hel·lènic. Com el seu col·lega Agàtocles de Bactriana va emetre moneda commemorativa, tetradracmes de plata, en honor d'Eutidem I, també anomenat Théos, i Diòdot I de Bactriana També va encunyar moneda de bronze amb un elefant al davant i la deessa de la victòria Nike al darrere.